# 세구치 나나미
세구치 나나미(일본어: 瀬口 七海, 1992년 10월 17일 ~ )는 일본의 여자 축구 선수이다.

## 국가대표팀 경력
그녀는 2010년 FIFA U-20 여자 월드컵에 참가할 일본 U-20 국가대표팀에 발탁되었으며, 1경기에 출전했다. 2013년 하계 유니버시아드에도 출전했다.